# IC 2
IC 2 је спирална галаксија у сазвјежђу Кит која се налази на листи објеката дубоког неба у Индекс каталогу.
Деклинација објекта је - 12° 49' 20" а ректасцензија 0h 11m 0,8s. Привидна величина (магнитуда) објекта IC 2 износи 14,7 а фотографска магнитуда 15,6. IC 2 је још познат и под ознакама MCG -2-1-31, IRAS 00084-1306, PGC 778.